# Лёгкие деньги (фильм, 1983)
«Лёгкие деньги» (англ. Easy Money) — американский комедийный кинофильм.

## Сюжет
Фотограф Монти Капулетти обладает множеством дурных привычек — курит, пьёт, увлекается азартными играми, не прочь приударить за женщинами. Одновременно он отец семейства. Неожиданно приходит известие, что его богатая тёща погибла в авиакатастрофе. В соответствии с завещанием, семье Монти достанутся 10 миллионов долларов, но только в том случае, если он сумеет отказаться от всех своих дурных привычек на время одного года, а также сбросит лишний вес. Монти соглашается пройти это испытание и успешно выдерживает его, хотя и не без труда. В финале фильма оказывается, что его тёща инсценировала свою гибель с одной лишь целью — перевоспитать мужа своей дочери.

## В ролях
- Родни Дэнджерфилд — Монти Капулетти
- Джо Пеши — Никки Сероне
- Джеральдин Фицджеральд — миссис Монахан
- Кэндис Аззара — Роза Капулетти
- Вэл Эйвери — бармен Луи
- Том Нунен— Пэдди
- Тейлор Негрон — Хулио
- Дженнифер Джейсон Ли — Эллисон Капулетти
- Лили Хайдн — Белинда Капулетти
- Джеффри Джонс — Клайв Барлоу
- Том Юэлл — Скрапплтон
- Мэри Пэт Глисон — подруга матери